# ترامواي (إزمير)
ترامواي إزمير ويُعرف أيضًا (بالتركية: İzmir Tramvayı) هو وسيلة نقل عبر سكك الحديدية، تمتد على طول مسارات الطرق جنباً إلى جنب مع السيارات؛ وفي بعض الأحيان يمكن أن توجد في مسارات بعيدة على السيارات.
ويعمل الترام عادة على الطاقة الكهربائية، ويوجد في مدينة إزمير في تركيا
مالك ترامواي إزمير هي بلدية إزمير، ويتكون من خطين منفصلين: أحدهما في Karşıyaka، الذي تم افتتاحه في 11 أبريل 2017؛ والآخر في Konak، والذي تم افتتاحه في 24 مارس 2018.

## التاريخ
لقد تم افتتاح أول خط ترام في إزمير عام 1890 ، بين محطة ألسانكاك ورصيف باسابورت.
تم التخلي عن جزء ألسانكاك-باسابورت في عام 1956 وتم شراء الخط الأخير المتبقي في إزمير في أوائل الستينيات.
وارتفعت حركة السيارات بشكل كبير في العقود التي تلت ذلك، وفي أوائل العقد الأول من القرن الحادي والعشرين، كانت المدينة تعاني من الازدحام في المناطق الوسطى.
في عام 2009 ، أصدرت بلدية أزمير خطة نقل شاملة للمدينة وتضمنت الخطة بناء ثلاثة خطوط ترام جديدة: خط في كوناك، كارشيياكا، وبوكا
وتم دمج هذه الخطوط الثلاثة مع خط مترو المدينة بالإضافة إلى خطي السكك الحديدية للركاب.
كان من المتوقع أن يبدأ البناء في الأصل بحلول نهاية عام 2011 ؛ ومع ذلك، بسبب تأخر التقرير البيئي، تم تأجيل هذا التاريخ إلى عام 2015.
في عام 2013 ، حصلت البلدية على التمويل اللازم من وزارة التنمية وأكملت خطط النظام في عام 2014.
وفي الخطة النهائية، تمت إزالة خط الترام بوكا بسبب الضغط من وزارة النقل.
و بدأ البناء في أبريل 2015 على ترام كارشياكا، وفي نوفمبر 2015 على ترام كوناك .
تم تسليم عربات الترام الأولى في عام 2016 وعرضت في معرض إزمير الدولي في أغسطس من نفس العام. تم تسليم بقية المركبات في فبراير 2017.
تم تسمية الاسم العام للنظام ترام إزمير من قبل بلدية إزمير